# Matheo Raab
Matheo Raab (* 18. Dezember 1998 in Weilburg) ist ein deutscher Fußballtorwart. Er steht seit Juli 2025 beim 1. FC Union Berlin unter Vertrag.

## Karriere
Raab begann das Fußballspielen in der Jugend beim SV Wolfenhausen. Anschließend wechselte er in die Jugend der Sportfreunde Eisbachtal, wo er bis 2016 spielte. In der Saison 2015/16 absolvierte er dort auch zwei Einsätze für die erste Mannschaft in der Rheinlandliga. Zur Saison 2016/17 wechselte Raab in die Regionalliga Südwest zum SV Eintracht Trier, wo er jedoch ohne Einsatz blieb. 
Nach nur einer Saison bei den Trierern zog es ihn 2017 in die zweite Mannschaft des 1. FC Kaiserslautern, wo er nach wenigen Wochen Torwart Manuel Reitz ablöste, dann aber ab Mitte Oktober fast ein Jahr wegen eines Schienbeinbruchs ausfiel. Während seiner Reha war Raab sporadisch als Torwarttrainer im Nachwuchsleistungszentrum des FCK tätig. In den Spielzeiten 2018/19 und 2019/20 wurde auf der Torwartposition rotiert und Raab wechselte sich mit Jonas Weyand ab. Nachdem der Torhüter der Profimannschaft, Lennart Grill, zum 1. Juli 2020 zu Bayer 04 Leverkusen wechselte, saß Raab in den letzten Spielen der durch die Folgen der COVID-19-Pandemie  verlängerten Saison als Ersatzmann von Avdo Spahić auf der Ersatzbank der Pfälzer und erhielt somit den Vorzug vor Weyand. Im Sommer 2020 unterschrieb er seinen ersten Profivertrag bei den Lauterern. In der Saison 2020/21 war Raab Nummer Zwei hinter Spahić. Am 13. Spieltag beim Derby gegen den 1. FC Saarbrücken gab Raab sein Debüt im Profifußball, als er in der 72. Spielminute für Marlon Ritter eingewechselt wurde und Spahić ersetzte, der mit einer roten Karte des Feldes verwiesen wurde. Am darauffolgenden Spieltag gegen den MSV Duisburg gab er sein Startelfdebüt. Zur Spielzeit 2021/22 wurde Raab zum Stammtorwart des FCK ernannt. Die Saison endete mit dem Aufstieg der Mannschaft in die 2. Bundesliga.
Nach seinem Vertragsende wechselte Raab zur Saison 2022/23 ablösefrei zum Ligakonkurrenten Hamburger SV. Der 23-Jährige unterschrieb einen Vertrag bis zum 30. Juni 2026. Er begann beim HSV als Ersatztorwart hinter Daniel Heuer Fernandes. Am 11. Spieltag absolvierte er gegen den 1. FC Kaiserslautern seinen einzigen Saisoneinsatz, da Heuer Fernandes kurzfristig wegen Magen-Darm-Problemen ausfiel. Auch in der Saison 2023/24 blieb er zunächst die „Nummer 2“. Jedoch entschied der Cheftrainer Tim Walter, dass Raab alle Spiele im DFB-Pokal absolvieren werde. Während der Rückrunde 2023/24 gab Walter Matheo Raab auch in der Liga den Vorzug gegenüber Heuer Fernandes. Steffen Baumgart, der kurze Zeit später Walter als Trainer ablöste, behielt die Entscheidung bei. Wegen einer Lungenentzündung verpasste Raab, der bis dahin weiterhin als Stammtorwart eingeplant war, den Saisonauftakt 2024/25. Während seiner Abwesenheit wurde Heuer Fernandes wieder zur „Nummer 1“. Raab kam vom 6. bis 8. Spieltag zu drei Einsätzen, während dieser verletzt ausfiel. Im Dezember 2024 zog sich Raab einen Bruch des Handwurzelknochens der rechten Hand zu und musste operiert werden. Er kehrte daraufhin erst Ende April 2025 für die letzten vier Spieltage auf die Bank zurück. Am Saisonende stieg der HSV in die Bundesliga auf.
Zur Saison 2025/26 wechselte Raab zum Bundesligakonkurrenten 1. FC Union Berlin. Dort traf er wieder auf den Cheftrainer Steffen Baumgart, der beim HSV Ende November 2024 durch Merlin Polzin ersetzt worden war und daraufhin im Januar 2025 die Berliner übernommen hatte.

## Erfolge
- Aufstieg in die Bundesliga: 2025 (Hamburger SV)
- Aufstieg in die 2. Bundesliga: 2022 (1. FC Kaiserslautern)